# Молие, Мэдэлина Бьянка
Мэдэлина-Бьянка Молие (рум. Mădălina-Bianca Molie; род. 27 апреля 1996 года) — румынская тяжелоатлетка, трёхкратный бронзовый призёр чемпионатов Европы. Чемпионка мира среди юниоров (2012 г.).

## Карьера
В 2012 году стала чемпионкой мира среди юниоров. Выступала в весовой категории до 58 кг, взяв вес в сумме двоеборья 205 кг.
В 2014 году на чемпионате Европы в Тель-Авиве завоевала первую свою бронзовую медаль установив итоговый результат в сумме двух упражнений 225 кг.
В 2017 году на чемпионате Европы в Сплите расположилась на итоговом третьем месте, взяв вес 208 кг. На чемпионате мира в этом же году в Анахайме стала 20-й с результатом 192 кг.
На чемпионате Европы 2019 года, в Батуми, румынская спортсменка, в весовой категории до 71 кг, по сумме двух упражнений стала в третий раз бронзовой медалисткой, сумев зафиксировать результат 215 кг. В упражнении рывок она завоевала малую серебряную медаль (101 кг).

## Достижения
Чемпионат Европы
| Результат | Вес      | Год  | Место соревнований | Рывок | Толчок | Общий вес |
| Бронза    | до 69 кг | 2014 | Тель-Авив, Израиль | 105,0 | 120,0  | 225,0     |
| Бронза    | до 58 кг | 2017 | Сплит, Хорватия    | 94,0  | 114,0  | 208,0     |
| Бронза    | до 71 кг | 2019 | Батуми, Грузия     | 101,0 | 114,0  | 215,0     |